# Sebastian Rudy
Sebastian Rudy (født 28. februar 1990 i Villingen-Schwenningen, Tyskland), er en tysk fodboldspiller (midtbane/højre back). Han spiller for Schalke 04 i Bundesligaen.

## Klubkarriere
Sebastian Rudy startede sin seniorkarriere hos VfB Stuttgart, der også havde været hans klub som ungdomsspiller. I 2010 skiftede han til Hoffenheim.
Efter syv år og næsten 200 Bundesliga-kampe for Hoffenheim skiftede Rudy i sommeren 2017 på en fri transfer til ligarivalerne Bayern München.

## Landshold
Rudy debuterede for Tysklands landshold 13. maj 2014 i en venskabskamp mod Polen. Han var en del af det tyske hold, der vandt guld ved Confederations Cup 2017 i Rusland og deltog også ved VM 2018 samme sted.